# Húsadalur
Húsadalur är en liten dal i byn Sørvágur på ön Vágar i Färöarna. Namnet kan översättas till Husdalen. Idag finns inga hus i dalen, men namnet antyder att det har bott folk där. I Húsadalur flyter floden Kirkjuá igenom.
Det finns en damm i Húsadalur vilket försörjer Sørvágs kommun med dricksvatten.